# Dolce3
『dolce3』（ドルチェスリー）は、テレビアニメ『D.C.II 〜ダ・カーポII〜』、『D.C.II S.S. 〜ダ・カーポII セカンドシーズン〜』のボーカルアルバム。2008年7月9日にLantisから発売された。

## 概要
CDジャケットには、白河ななか、月島小恋が描かれている。テレビアニメ『D.C.II 〜ダ・カーポII〜』・『D.C.II S.S. 〜ダ・カーポII セカンドシーズン〜』の挿入歌と、オープニング、エンディングのテレビサイズバージョンを収録している。
参加歌手は、yozuca*、CooRie、yozurino*の3組。

## 収録曲
1. 恋々と...スローモーション [4:28]
歌：CooRie
作詞・作曲：rino、編曲：虹音
アニメ『D.C.II 〜ダ・カーポII〜』5話「あと2センチの距離」挿入歌
2. 愛しい人よ 〜I want to sing for you〜 [5:16]
歌：yozuca*
作詞：yozuca*、作曲・編曲：末廣健一郎
7話「にわか嵐」挿入歌
3. 柔らかな忘却 [4:20]
歌：CooRie
作詞・作曲：rino、編曲：末廣健一郎
10話「霞んでいく想い」挿入歌
4. love☆mind [3:45]
歌：yozuca*
作詞・作曲：yozuca*、編曲：東タカゴー
『D.C.II S.S. 〜ダ・カーポII セカンドシーズン〜』 5話「失望の雪原」挿入歌
ランティスウェブラジオ『yozuca* Music-Go-Round』オープニングテーマ
5. 桜舞い散る心の中へ [4:01]
歌：CooRie
作詞・作曲：rino、編曲：安瀬聖
8話「さくらんぼとお兄ちゃん」挿入歌
6. 静かなる決意 [5:27]
歌：yozurino*
作詞・作曲:rino、編曲：安瀬聖
12話「記憶の淵」挿入歌
7. 消えないで… [5:02]
歌：yozuca*
作詞・作曲：yozuca*、編曲：東タカゴー
11話「枯色の島」挿入歌
8. 雨上がり君のもとへ [4:51]
歌：CooRie
作詞・作曲：rino、編曲：大久保薫
13話「巡りくる季節」挿入歌
9. サクラキミニエム -TVサイズ- [1:34]
歌：yozuca*
作詞・作曲：tororo、編曲：黒須克彦
アニメ『D.C.II 〜ダ・カーポII〜』オープニングテーマ
10. 優しさは雨のように -TVサイズ- [1:40]
歌：CooRie
作詞・作曲：rino、編曲：大久保薫
アニメ『D.C.II 〜ダ・カーポII〜』エンディングテーマ
11. サクラ アマネク セカイ -TVサイズ- [1:33]
歌：yozuca*
作詞・作曲：tororo、編曲：藤田淳平（Elements Garden）
アニメ『D.C.II S.S 〜ダ・カーポII セカンドシーズン〜』オープニングテーマ
12. 僕たちの行方 -TVサイズ- [1:38]
歌：CooRie
作詞・作曲：rino、編曲：大久保薫
アニメ『D.C.II S.S 〜ダ・カーポII セカンドシーズン〜』エンディングテーマ

## クレジット
| Produced by yozuca*、rino（CooRie） | Produced by yozuca*、rino（CooRie） |
| ----------------------------------- | ----------------------------------- |
| Producer                            | 櫻井優香（Lantis）                  |
| Producer                            | 斎藤滋（Lantis）                    |
| Director                            | 土井潤一（Peak A Soul+）            |
| A&R                                 | 鈴木めぐみ（Lantis）                |
| Illustration                        | ちのちもち                          |
| Design                              | OverDriveDesign                     |
| Phorography                         | 久木亮彦                            |
| Styling                             | 篠原さおり                          |
| Hair & Make-up                      | 横井千賀子（fringe）                |
| Thanks                              | CIRCUS                              |
| Executive supervisor                | 伊藤善之                            |
| Executive producer                  | 井上俊次（Lantis）                  |

### 参加ミュージシャン
| 恋々と...スローモーション             | 恋々と...スローモーション |
| ------------------------------------- | ------------------------- |
| Gt                                    | 菊池達也                  |
| Other Instruments                     | 虹音                      |
| 愛しい人よ 〜I want to sing for you〜 |                           |
| Gt                                    | 菊谷知樹                  |
| Other Instruments                     | 末廣健一郎                |
| 柔らかな忘却                          |                           |
| Gt                                    | 菊谷知樹                  |
| Other Instruments                     | 末廣健一郎                |
| love☆mind                             |                           |
| All Instruments                       | 東タカゴー                |
| 桜舞い散る心の中へ                    |                           |
| All Instruments                       | 安瀬聖                    |
| 静かなる決意                          |                           |
| All Instruments                       | 安瀬聖                    |

| 消えないで…        | 消えないで…            |
| ------------------ | ---------------------- |
| All Instruments    | 東タカゴー             |
| 雨上がり君のもとへ |                        |
| Bass               | 入江太郎               |
| Gt                 | 今泉洋                 |
| Strings            | 大先生室屋ストリングス |
| Other Instruments  | 大久保薫               |
| サクラキミニエム   |                        |
| Gt                 | 加藤大祐               |
| Other Instruments  | 黒須克彦               |
| 優しさは雨のように |                        |
| Dr                 | 宮田繁男               |
| Bass               | 入江太郎               |
| Gt                 | 今泉洋                 |
| Strings            | 大先生室屋ストリングス |
| Other Instruments  | 大久保薫               |

| サクラ アマネク セカイ | サクラ アマネク セカイ |
| ---------------------- | ---------------------- |
| Gt                     | 小倉博和               |
| Ohter Instruments      | 藤田淳平               |
| 僕たちの行方           |                        |
| Bass                   | 入江太郎               |
| Gt                     | 今泉洋                 |
| Strings                | 大先生室屋ストリングス |
| Other Instruments      | 大久保薫               |